# Unité de coordination en oncogériatrie
Les UCOG sont des unités de coordination en oncogériatrie qui ont été créées pour améliorer la prise en charge des patients âgés atteints de cancer.
Ces unités sont financées par l'Institut national du cancer (INCa).
Il existe en France 24 UCOG permettant de couvrir l'ensemble du territoire.
Les 4 principales missions de l'UCOG sont : 
1. D'améliorer la prise en charge thérapeutique (chimiothérapie, chirurgie, radiothérapie, soins de support, soins palliatifs) chez les patients âgés atteints de cancer
2. De promouvoir l'enseignement de l'oncogériatrie aux personnels médicaux et paramédicaux
3. De développer la recherche clinique et fondamentale en oncogériatrie
4. De communiquer des informations utiles auprès des patients et de leurs familles